# Pedreiras do Antigo Egito

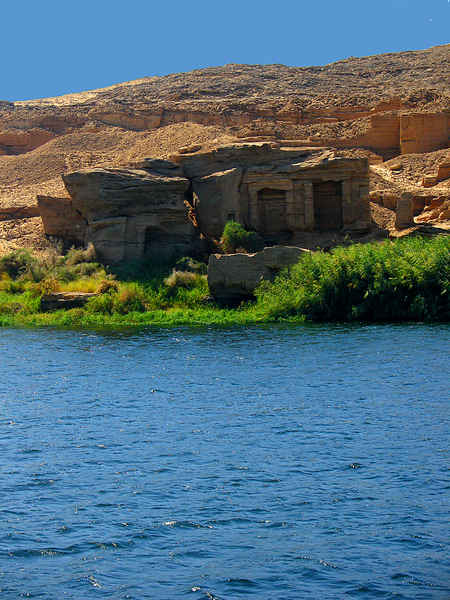
Templos de pedra esculpidos diretamente nas rochas no sítio arqueológico de rochas de Silsilé, próximo a Assuão

As pedreiras do Antigo Egito foram as localidades de onde os antigos egípcios extraíam as rochas utilizadas para a construção dos monumentos decorativos, tais como esculturas, pirâmides e obeliscos. Alguns desses sítios, hoje sítios arqueológicos, são bem identificados e a composição química de suas rochas também são conhecidas, permitindo que a origem geográfica de muitos dos monumentos sejam rastreadas utilizando técnicas de petrografia, incluindo a análise por ativação neutrônica.
Em Junho de 2006 o Conselho Supremo de Antiguidades (CSA) do Egito estabeleceu um novo departamento para conservação das antigas pedreiras e minas do Egito. O novo departamento atuará em cooperação com escritórios regionais do CSA e programas especiais de treinamento para Inspetores de Antiguidades serão realizados para permitir que as autoridades regionais realizem inventário, documentação, análise de riscos e gerenciamento das antigas minas e pedreiras.

## Uádi Hamamate
Uádi Hamamate é uma área de pedreira localizada no Deserto Oriental do Egito. Este sítio é famoso, pois é descrito no primeiro mapa topográfico antigo conhecido na atualidade: o Mapa de Turim, que descreve uma expedição mineira preparada por Ramessés IV.
Minerais típicos deste sítio:
- Basalto